# فینال لیگ قهرمانان اروپا ۲۰۰۰
فینال لیگ قهرمانان اروپا ۲۰۰۰، رقابت پایانی لیگ قهرمانان اروپا در سال ۲۰۰۰ میلادی است که مابین دو تیم باشگاه فوتبال رئال مادرید و باشگاه فوتبال والنسیا در ورزشگاه استاد دو فرانس، سن-دنی برگزار شده‌است.
این مسابقه که در تاریخ ۲۴ مه ۲۰۰۰ انجام شده‌است با نتیجه ۳ بر ۰ به سود تیم باشگاه فوتبال رئال مادرید به پایان رسید.